# Josefina Salord Ripoll
Josefina Salord Ripoll (Ciutadella, 1955) és una filòloga menorquina, coordinadora científica de l'Institut Menorquí d'Estudis; ha col·laborat a la Revista de Menorca i amb el Cercle Artístic de Ciutadella. Ha escrit molts articles i llibres sobre literatura menorquina, ha estat curadora de diversos volums i ha participat en nombrosos congressos filològics. El 1996 va rebre un dels Premis 31 de desembre de l'OCB. També és membre del Consell Social de la Universitat de les Illes Balears en representació del Consell Insular de Menorca. El 2005 va rebre el Premi d'Actuació Cívica de la Fundació Lluís Carulla i el 2022 el premi Ramon Llull.
Estava casada amb el poeta i lingüista Àngel Mifsud.És professora a l'Institut d'Educació Secundària Joan Ramis i Ramis de Maó.
El 2023 rebé el Premi Canigó atorgat per la Universitat Catalana d'Estiu.